# Wapnisko
Wapnisko (niem. Kalkberg) – wzniesienie 799 m n.p.m. w południowo-zachodniej Polsce, w Sudetach Wschodnich, w Krowiarkach (Masyw Śnieżnika).

## Położenie
Wzniesienie położone w Sudetach Wschodnich, w północno-zachodniej części Masywu Śnieżnika, na północno-zachodnim rozrogu odchodzącym od Śnieżnika, w południowo-wschodniej części Krowiarek, około 5 km na zachód od miejscowości Stronie Śląskie w pobliżu nieistniejącej wsi Rogóżka. Wznosi się w północno-wschodniej części Krowiarek, położonych na północno-zachodnim grzbiecie, odchodzącym od rozrogu Śnieżnika. Po południowo-wschodniej stronie góry położona jest Przełęcz pod Chłopkiem.

## Charakterystyka
Jedno z większych wzniesień w paśmie Krowiarek, w kształcie kopca, o dość stromym zboczu południowym i północnym i łagodniejszym zboczu wschodnim i zachodnim z wyraźnie podkreśloną częścią szczytową. Od Wapniska odchodzi ku północy boczny grzbiet z kulminacją Karczmiska. Na południowo-zachodnim stoku góry znajdują się wyrobisko po nieczynnym kamieniołomie wapienia, na ścianie wyrobiska kamieniołomu znajduje się otwór do Jaskini na Ścianie (początkowo zwanej Jaskinią Załom). Pod koniec lat 90. XX w. z powodu odkrycia jaskini, całkowicie zaprzestano eksploatacji złoża marmuru. W pobliżu dobrze zachowana, ciekawa budowla poniemieckiego wapiennika.

## Budowa geologiczna
Wzniesienia o zróżnicowanej budowie geologicznej, zbudowane ze skał metamorficznych należących do metamorfiku Lądka i Śnieżnika, marmurów (dolomitów krystalicznych i wapieni krystalicznych) serii strońskiej.

## Roślinność
Wzniesienie w części szczytowej oraz zbocze zachodnie i wschodnie porasta las mieszany regla dolnego, zbocze południowe poniżej poziomu 720 m n.p.m. i częściowo zbocze północne po zachodniej stronie jest bezleśne.

## Historia
4 listopada 1885 r. robotami eksploatacyjnymi, w złożu marmuru odkryto szczelinę krasową stanowiącą Jaskinię w Rogóżce, którą wówczas nazwano Wolmsdorferhöhle. Według zapisów z tamtego okresu łączna długość chodników jaskini wynosiła ok. 350 m. W 1947 r. wznowiono eksploatację złoża, co doprowadziło do całkowitego zlikwidowania jaskini. W 1962 r. jaskinia robotami strzałowymi została odstrzelona. Dnia 21 kwietnia 1985 r. w ścianie kamieniołomu, 41 m nad spągiem wyrobiska odkryto otwór jaskini krasowej, którą nazwano Jaskinią Załom (obecnie nosi nazwę Jaskinia na Ścianie). Prawdopodobnie jaskinia tworzyła jeden system z Jaskinią w Rogóżce.